# Biserica de lemn Pogorârea Sfântului Duh din Bogdănești
Biserica de lemn „Pogorârea Sfântului Duh” din Bogdănești este un lăcaș de cult ortodox construit în anii 1937-1955 în satul Bogdănești din comuna omonimă aflată în județul Suceava. Edificiul religios se află localizat în centrul localității și are hramul Pogorârea Sfântului Duh, sărbătorit la 50 de zile după Paști. În cimitirul sătesc din Bogdănești se află o altă biserică de lemn, construită în a doua jumătate a secolului al XVIII-lea.
Biserica de lemn „Pogorârea Sfântului Duh” din Bogdănești nu a fost inclusă pe Lista monumentelor istorice din județul Suceava.

## Istoric

### Prima biserică de lemn din Bogdănești
Satul Bogdănești este o așezare de vechi răzeși, aflată în apropierea primei capitale a Moldovei, Baia. În această localitate, în jurul anului 1363, voievodul Bogdan I al Moldovei (1359-1365), împreună cu doamna Maria, a zidit o mănăstire denumită Schitul Bogdănești (sau Bogoslovul), pentru a servi drept biserică domnească și loc de rugăciune. 
Fiind construită din lemn, biserica a rezistat curgerii timpului și atacatorilor timp de 150 ani, până în anul 1510, când a fost distrusă din temelii de tătari. Între anii 1511 și 1512, câțiva călugări vrednici au vrut să o refacă tot pe vechiul amplasament, cu sprijinul lui Bogdan al III-lea (cel Orb), fiul lui Ștefan cel Mare. După cum afirmă Narcis Crețulescu în lucrarea „Istoria Sfintei Mănăstiri Râșca” (1901), „Bogdan o înzestrează cu obiecte de gospodărie, cu moșia Bogdănești, înconjurătoare mănăstirii... îi dă zestre alte pământuri domnești, luate din trupul pământurilor mănăstirii Neamț”.
Încercarea de reconstruire a mănăstirii nu reușește astfel că în anul 1542, domnitorul Petru Rareș a strămutat vechiul așezământ monahal, mai la deal, întemeind Mănăstirea Râșca. Unele documente istorice mai amintesc câteva încercări de revigorare a vieții monahale pe locul ctitoriei voievodului Bogdan, în secolul al XVII-lea, dar acestea sunt de scurtă durată. Astfel, documentele menționează între anii 1528-1574 un schit de călugări, iar între 1620-1740 sau 1630-1745 este menționat un schit de maici și acesta cu multe întreruperi.

### Biserica de lemn Sfinții Voievozi
În a doua jumătate a secolului al XVIII-lea, pe malul râului Râșca și al pârâului Bogdăneasa a fost construită o biserică de lemn. Prima sa atestare datează din anul 1779. Din cauză că a fost afectată de desele alunecări de teren, în perioada 1803-1805 biserica a fost demontată și strămutată mai la vest, în interiorul cimitirului sătesc.  După ce a fost reparat în 1872, lăcașul de cult a fost mutat într-o zi din vara anului 1904 pe amplasamentul actual. Nu s-a mai apelat de această dată la procedeul demontării, biserica fiind trasă de patru perechi de boi peste grinzile de brad unse cu untură de porc. 

### Biserica de lemn Pogorârea Sfântului Duh
În anul 1937, sub păstorirea preotului Mihai Cârlănescu, se pune piatra de temelie a celei de-a doua biserici de lemn din Bogdănești. Terenul pentru noul lăcaș este donat de Simeon și Ioana Nistor, Vasile și Ioana Leț, Vasile și Anica Rusu, Gheorghe și Ecaterina Rusu, Constantin și Zamfira Anton. Biserica primește hramul Pogorârea Sfântului Duh (sărbătorit la 50 de zile după Paști).
Între anii 1942-1955, în perioada în care preot paroh este Ioan Alexandrescu, se continuă lucrările de construcție a bisericii. Biserică este înfrumusețată prin pictura executată în tempera de către pictorul Constantin Negrescu. Tot în această perioadă sunt sculptate în lemn catapeteasma și strana Maicii Domnului, autorul lucrării fiind Petru Constantin din satul Poiana Brusturi (județul Neamț). În anul 1955 biserica este sfințită de către ÎPS Sebastian Rusan, Mitropolitul Moldovei și Sucevei.
Începând cu anul 2003, în curtea bisericii s-au înălțat două praznicare cu mansardă și o bucătărie. Între 2007-2011, prin implicarea directă a preotului paroh Marcel Ursuțu și cu ajutorul enoriașilor din Bogdănești și din împrejurimi, au loc ample lucrări de renovare a bisericii de lemn. Edificul este acoperit cu tablă, este înlocuită vechea tâmplărie cu termopan, se instalează încălzire centrală. Interiorul bisericii este repictat în întegrime de către preoții Gabriel Ciofu și Daniel Ciofu. Pe lângă aceste lucrări, sunt construite un lumânărar și o fântână în curte, iar gardul împrejmuitor este și el refăcut. La data de 1 mai 2011, ÎPS Pimen Zainea, Arhiepiscopul Sucevei și Rădăuților, resfințește biserica, însoțit de un sobor de preoți. Cu acest prilej la Bogdănești sunt aduse spre închinare Sfintele Moaște de la Schitul Vovidenia al Mănăstirii Neamț.